# Michael Manring
Pour les articles homonymes, voir Manring.
Michael Manring, né le 27 juin 1960 à Annapolis, est un bassiste, élève de Jaco Pastorius, il a su développer plusieurs techniques et se les approprier. Il est aussi compositeur.

## Biographie
Dans un premier temps, il a surtout collaboré avec des musiciens issus de la scène new age comme Michael Hedges (Duo Bass/Guitar). En Italie, il rencontre le guitariste acoustique Paolo Giordano avec lequel il fera deux disques. Il se rend encore aujourd'hui en Italie pour des series de concerts avec ce guitariste hors-normes.
Ensuite, il jouera avec des musiciens venant plus de la scène metal, comme Alex Skolnick (ex-guitariste de Testament), Steve Morse, Tim "Herb" Alexander (ex-batteur de Primus). La rencontre avec ces musiciens lui a permis de faire l'album Thönk qui est un mélange de heavy metal et de jazz fusion et de participer à Skol-Patrol hommage funky metal aux bandes son cinématographiques des années 1970.
En compagnie de Alex Skolnick et de Tim "Herb" Alexander, ils fonderont le trio jazz fusion Attention Deficit, qui pour l'instant n'a fait que deux albums. Il participe aussi à l'hommage à Miles Davis, Yo Miles! imaginé par Henry Kaiser et Wadada Leo Smith. Il s'agit de compositions de Miles Davis des années 1970.
Il a fait deux disques jazz fusion avec Scott McGill et Vic Stevens, qui sont tous les deux très sombres et avec des rythmes très lourds. Il s'oriente vers un nouveau projet, mélange de jazz et de classique avec Larry Kassin (flûte) et Tom Darter (piano).
Aujourd'hui, Michael Manring vient de sortir son 6e album Soliloquy consacré entièrement à la basse, puisque c'est un disque solo. Il est sous contrat et est endorsé par Zon Basses, avec lesquels il participe à la fabrication du modèle "Hyperbass" modèle signature de Michael, avec un système d'accordage instantané.
En 2008, Manring participe à l'album Equilibrium du jeune guitariste canadien Erik Mongrain. Il enregistre les pièces aux studios « The Dragon Crossing » du luthier Paul Reed Smith (PRS Guitars).

## Discographie sélective
- 1986 Unusual Weather
- 1989 Toward the Center of the Night
- 1991 Drastic Measures
- 1994 Thönk
- 1998 The Book of Flame
- 2005 Soliloquy
- Resonances (DVD Live)
- 2020 Small Moments

Avec Attention Deficit:
- 1998 Attention Deficit
- 2001 The Idiot KIng

Avec Scott McGill et Vic Stevens:
- 2001 Addition By Substraction
- 2003 Controlled By Radar
- 2006 What We Do

Avec Yo Miles!:
- 1998 Yo Miles!
- 2004 Sky Garden
- 2005 Upriver

Avec Kassin et Darter:
- 2001 Scatter

Avec David Cullen:
- 2001 Equilibré

Avec Sadhappy:
- 1998 Good Day Bad Dream
- 2005 Outerspaces

Divers
- Project M
- alex de grassi: de mania
- cyril achard: a place in time
- jim lampi: north